# 톨리야티아조

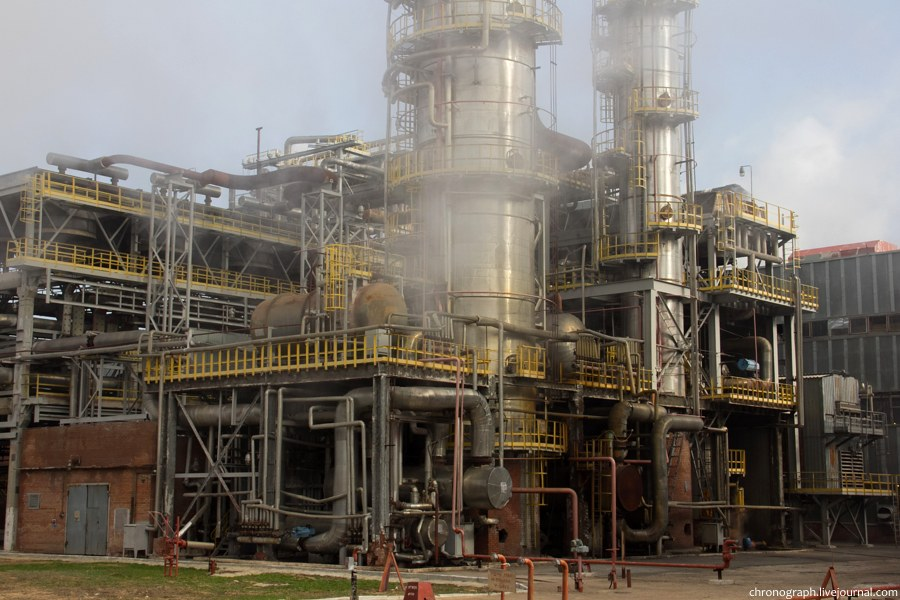

톨리야티아조(러시아어: ТольяттиАзот)는 러시아의 화학 회사이다. 암모니아 생산량은 세계 최대 수준이다. 본사는 톨리야티에 위치한다.
최초의 암모니아 공장은 소련 정부와 아먼드 해머의 합작으로 지어져 1979년부터 가동되었다. 자회사인 Transammiak은 세계 최장의 암모니아 파이프라인인 톨리야티-오데사 암모니아 파이프라인을 운용한다. 1992년 민영화되었다.